# Кубок Південної Кореї з футболу 2019
Кубок Південної Кореї з футболу 2019 — 24-й розіграш головного кубкового футбольного турніру у Південній Кореї. Титул володаря кубка вп'яте здобув Сувон Самсунг Блювінгз.

## Календар
| Раунд        | Дата                     | Матчі | Клуби   |
| ------------ | ------------------------ | ----- | ------- |
| Перший раунд | 9-10 березня 2019        | 17    | 86 → 69 |
| Другий раунд | 14-16 березня 2019       | 17    | 69 → 52 |
| Третій раунд | 26-27 березня 2019       | 20    | 52 → 32 |
| 1/16 фіналу  | 17 квітня 2019           | 16    | 32 → 16 |
| 1/8 фіналу   | 15 травня 2019           | 8     | 16 → 8  |
| 1/4 фіналу   | 2-3 липня 2019           | 4     | 8 → 4   |
| 1/2 фіналу   | 18 вересня/2 жовтня 2019 | 4     | 4 → 2   |
| Фінал        | 6/10 листопада 2019      | 2     | 2 → 1   |

## 1/8 фіналу
| Команда 1              | Рахунок        | Команда 2      |
| ---------------------- | -------------- | -------------- |
| 15 травня 2019         |                |                |
| Канвон                 | 2:0            | Пхаджу Сітізен |
| Анян                   | 1:2 дч         | Чханвон Сіті   |
| Кьонджу КГНП           | 2:0            | Чхонджу Сіті   |
| Теджон Korail          | 2:0            | Сеул E-Ленд    |
| Санджу Санму           | 1:1 пен. 11:10 | Чеджу Юнайтед  |
| Сувон Самсунг Блювінгз | 3:0            | Кванджу        |
| Хвасон                 | 2:2 пен. 4:3   | Чхонан Сіті    |
| Кьоннам                | 2:0            | Тегу           |

## 1/4 фіналу
| Команда 1              | Рахунок      | Команда 2    |
| ---------------------- | ------------ | ------------ |
| 2 липня 2019           |              |              |
| Канвон                 | 1:2          | Санджу Санму |
| 3 липня 2019           |              |              |
| Сувон Самсунг Блювінгз | 2:2 пен. 3:1 | Кьонджу КГНП |
| Теджон Korail          | 2:0          | Чханвон Сіті |
| Кьоннам                | 1:2          | Хвасон       |

## 1/2 фіналу
| Команда 1                | Заг.         | Команда 2              | 1-й матч | 2-й матч |
| ------------------------ | ------------ | ---------------------- | -------- | -------- |
| 18 вересня/2 жовтня 2019 |              |                        |          |          |
| Теджон Korail            | 2:2 пен. 4:2 | Санджу Санму           | 1:1      | 1:1      |
| Хвасон                   | 1:3 дч       | Сувон Самсунг Блювінгз | 1:0      | 0:3      |

## Фінал
| Команда 1           | Заг. | Команда 2              | 1-й матч | 2-й матч |
| ------------------- | ---- | ---------------------- | -------- | -------- |
| 6/10 листопада 2019 |      |                        |          |          |
| Теджон Korail       | 0:4  | Сувон Самсунг Блювінгз | 0:0      | 0:4      |

### Перший матч
| 6 листопада 2019 12:00 (EEST) |

| Теджон Korail | 0:0      | Сувон Самсунг Блювінгз |
| ------------- | -------- | ---------------------- |
|               | Протокол |                        |

| Спортивний комплекс , Теджон Глядачів: 5 324 Арбітр: Кім У Сон |

### Повторний матч
| 10 листопада 2019 7:10 (EEST) |

| Сувон Самсунг Блювінгз                           | 4:0      | Теджон Korail |
| ------------------------------------------------ | -------- | ------------- |
| Ко Сон Пом 15', 68' Кім Мін У 77' Йом Кі Хун 85' | Протокол |               |

| Стадіон Чемпіонату світу, Сувон Глядачів: 15 816 Арбітр: Пак Пйон Чин |